# Nuestra Señora de la Aurora (México)
La virgen de la Aurora es una advocación mariana y su templo está en la colonia Morelos del Municipio de Guadalajara, Jalisco, México.

## Historia

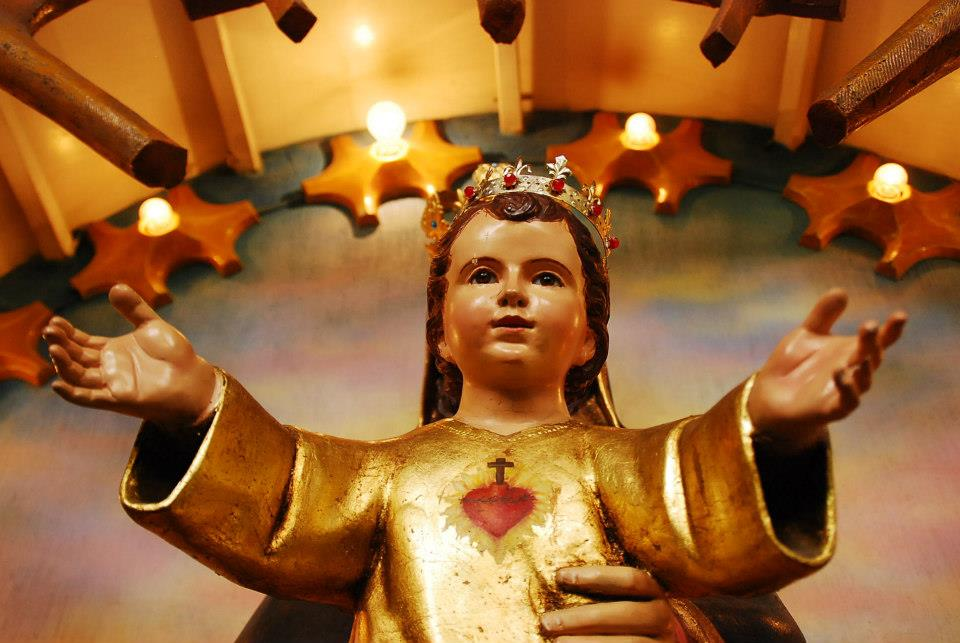
Jesús como símbolo del Sol de la Misericordia

Desde que la primera piedra del templo fue colocada en 1970, ya se contaba el título, pero faltaba su imagen. Por esto, el cura José Isabel Sandoval, quien era el sacerdote encargado de atender a la Parroquia de San Rafael Arcángel y también encargado de la comunidad naciente, se dio a la tarea de ver si existía alguna imagen con tal título, pero no tuvo éxito debido a los escasos medios de comunicación.
Pidió entonces al  arzobispado de Guadalajara y se le otorgó el permiso para invocar a la Virgen María con dicho nombre y diseñar su imagen correspondiente. Para eso contrato al escultor Vicente Carrillo para que colaborara en el diseño y manufactura de la bendita imagen.

## La Imagen

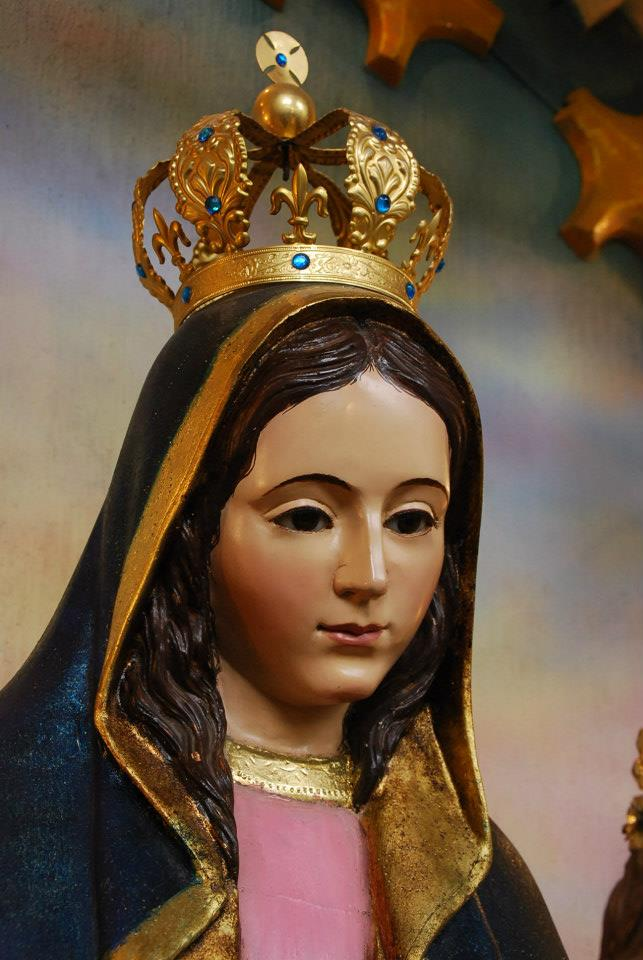
Detalle del Rostro de Nuestra Señora de la Aurora

La Imagen representa a la Virgen de Guadalupe, pero con el niño Jesús delante de ella,  Niño Jesús, que vestido de oro, simboliza el Sol de Salvación y la Misericordia además que tiene la imagen de su Corazón, a quien María precede, cual Aurora por la mañana.
Los colores que tiene la Santísima Virgen tras de sí son los que tiñen el cielo cuando el Sol está cada vez más próximo a salir: El tono azul prusia y el detalle dorado de su manto son intensos.
A Nuestra Señora de la Aurora le fue ceñida la corona el 17 de enero del 2000, de manos de Monseñor Miguel Romano Gómez, Obispo Auxiliar de Guadalajara

## Iglesia

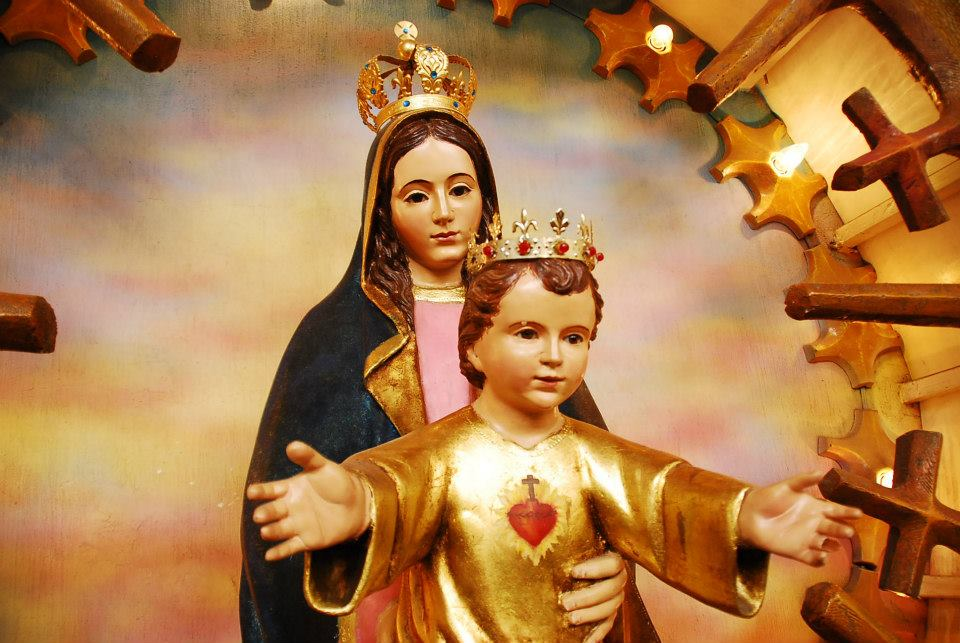
Vista Frontal de Nuestra Señora de la Aurora

Su Iglesia se encuentra en Calle Flamenco 972, Guadalajara, Jal. entre Gaviota y Mojonera en la colonia Morelos y es dependiente de la Parroquia de San Rafael Arcángel y de Cristo Rey por lo que no tiene la categoría de Parroquia pero se brindan servicios y sus fiestas patronales son como de una Parroquia.